# Maffrécourt
Maffrécourt é uma comuna francesa na região administrativa do Grande Leste, no departamento de Marne. Estende-se por uma área de 6.74 km², e possui 58 habitantes, segundo o censo de 2018, com uma densidade de 8.6 hab/km².